# フランチェスカ・ベルティーニ
フランチェスカ・ベルティーニ（Francesca Bertini、本名Elena Seracini Vitiello、1892年1月5日 - 1985年10月13日）は、イタリアの映画女優である。1910-20年代にかけて、初期のイタリア映画における「ディーヴァ」の1人として活躍した。

## 主な出演作品
- 椿姫 La signora delle camelie (1915)
- アッスンタ・スピーナ Assunta Spina (1915)
- フェドラ Fedora (1916)
- トスカ Tosca (1918)
- 多恨の女 Mariute (1918)
- 呪の恨 La piovra (1919)
- 運命の波濤 La contessa Sara (1919)
- 毒蛇 La serpe (1920)
- 燃ゆる血潮 La principessa Giorgio (1920)
- 1900年 Novecento (1976)